# Паровий котел

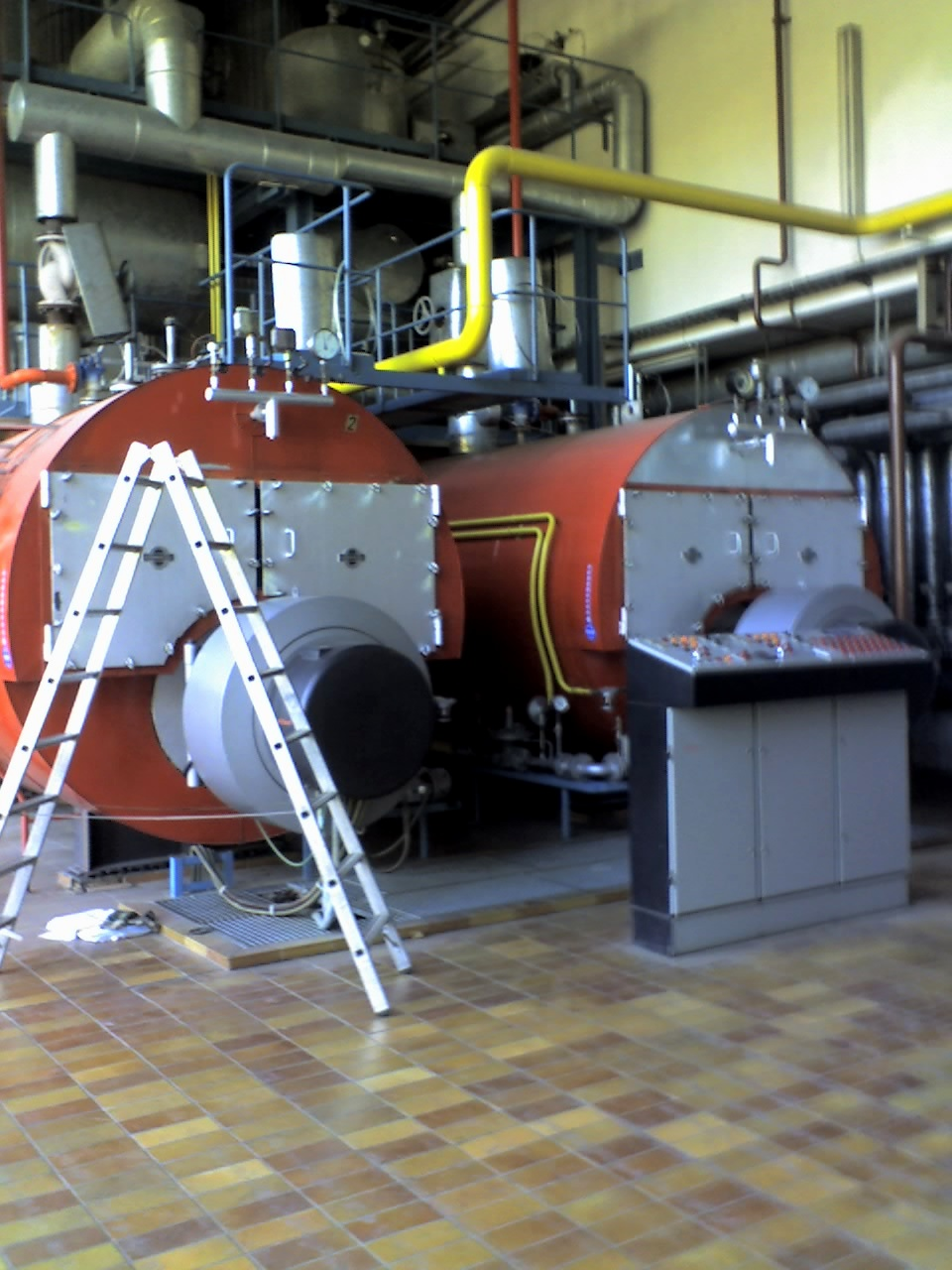
Паровий котел

Парови́й коте́л, паровий каза́н — установка, призначена для генерації насиченої або перегрітої пари, а також для підігріву води (котел опалювальний).
Парові котли (парогенератори) можуть поділятися на декілька типів, залежно від їх характеристик:
- За відносним рухом теплоносіїв (димові гази, пара, вода) вони поділяються на водотрубні та жаротрубні. У водотрубних — парогенераторах трубами рухаються вода та парова суміш, а димові гази омивають труби ззовні. В жаротрубних — трубами, рухаються димові гази, а труби ззовні омиває вода.
- За принципом руху води і парової суміші котли поділяються на агрегати з природною циркуляцією та на агрегати з примусовою циркуляцією. Останні поділяються на прямотечійні та з багаторазовою примусовою циркуляцією.

Основними елементами котла є топка та теплообмінні поверхні. Частина котла, в якій відбувається спалювання палива, називається топкою. Важливими елементами котлів є також: барабани, повітропідігрівники, пальникові пристрої, пристрої для регулювання температури.